# Елена Серова
Еле́на Оле́говна Серо́ва (р. 22 април 1976, Воздвиженка, Усурийски район, Приморски край, Русия) е бивша космонавтка и настоящ политик.
Елена Кузнецова е родена в семейството на военнослужещ. Заради служебните задължения на баща си сменя многократно местоживеенето си.
През 1993 г. завършва средно училище № 99 в Западната група съветски войски в град Гросенхайн, Саксония, Германия.
По време на обучението си в Московския авиационен институт се запознава с бъдещия си съпруг Марк Серов. Завършва през 2001 г. с квалификация – инженер.
През август 2001 г. започва работа като инженер в РКК „Енергия“, където от 1998 г. работи нейния съпруг.
На 23 януари 2003 г. ражда дъщеря – Елена.
През 2003 г. завършва второ висше образование в Московската държавна академия по приборостроене и информатика, специалност икономист.

## В отряда на космонавтите
До включването си в отряда на космонавтите работи като инженер в РКК „Енергия“ и в Центъра за управление на полетите.
На 11 октомври 2006 г. на заседание на Междуведомствената комисия по подбор на космонавти е препоръчана за зачисляване на длъжност кандидат в отряда космонавти на РКК „Енергия“, а през декември е вече зачислена.
Пре февруари 2007 г. започва двугодишния обучителен курс в Центъра за подготовка на космонавти „Ю. Гагарин“.
През юни 2009 г. на Серова и е дадена квалификация „космонавт-изпитател“ на РКК „Енергия“.
През 2011 г. става космонавт-изпитател в отряда космонавти на „Роскосмос“.

## Подготовка за космическия полет
От януари 2012 г. до март 2014 г. преминава подготовка в състава на дублиращия екипаж на МКС-39/40.
На 7 февруари 2014 г. на церемонията по откриването на Зимните олимпийски игри в Сочи има честта да носи флага на Руската федерация в състава на групата космонавти от Съветския съюз и Русия начело със Сергей Крикальов.
На 24 март 2014 г. в Байконур на заседание на Държавна комисия е утвърдена като първи бординженер на дублиращия екипаж на Союз ТМА-12М.
Подготвя се за космически полет в състава на основния екипаж на МКС-41/42 като бординженер на МКС и бординженер на „Союз ТМА-М“. На 24 септември 2014 г. на заседание на Държавната комисия за провеждане на летателни изпитания на пилотирани космически комплекси е утвърдена за първи бординженер на основния екипаж на Союз ТМА-14М.

## Космически полет
На 26 септември 2014 г. стартира като първи бординженер на кораба Союз ТМА-14М. След скачването с МКС влиза в състава на 41-ва и 42-ра основни експедиции като бординженер. Тя става четвъртата жена-рускиня в космоса (заедно със СССР), 17 години след Елена Кондакова и първа от тях на борда на МКС. На 12 март 2015 г. с кораба Союз ТМА-14М се завръща успешно на Земята заедно с Александър Самокутяев и американеца Бари Уилмор.
| Космически полет на Елена Серова                                     | Космически полет на Елена Серова | Космически полет на Елена Серова | Космически полет на Елена Серова | Космически полет на Елена Серова    |
| №                                                                    | Дата                             | КК                               | Функции                          | Продължителност                     |
| -------------------------------------------------------------------- | -------------------------------- | -------------------------------- | -------------------------------- | ----------------------------------- |
| 1                                                                    | 26 септември 2014                | „Союз ТМА-14М“                   | Бординженер                      | 167 денонощия 5 часа 42 мин 40 сек. |
| Сумарно време в космоса – 167 денонощия 5 часа 42 минути 40 секунди. |                                  |                                  |                                  |                                     |

## След полета
През февруари 2016 г. на Елена Серова е присвоено званието Герой на Русия и е връчен медал „Златна звезда“. Също така и е присвоено и почетното звание „летец-космонавт на Русия“. Официалното награждаване става на 10 март 2016 г. в Екатеринската зала на Кремълския дворец. 
През 2016 г. Елена Серова подава заявка за участие в изборите за депутати в Държавната дума от партията „Единна Русия“.
На състоялите се на 18 септември 2016 г. избори е избрана за депутат. Във връзка с това на 23 септември със заповед на началника на Центъра за подготовка на космонавти е освободена от длъжността инструктор-космонавт-изпитател 2-ри клас.